# سنچری مدیا رکوردز
سنچری مدیا رکوردز (به انگلیسی: Century Media Records) یک شرکت نشر آثار موسیقی است که در سال ۱۹۸۸ در اروپا تأسیس شد و دارای دفاتری در استرالیا، ایالات متحده آمریکا و آلمان است. این شرکت آثار هنرمندان در چند سبک مختلف موسیقی هوی متال را منتشر می‌کند.
گروه لاکونا کویل و شدوز فال و آرچ انمی جزو گروه‌های شناخته شدهٔ این کمپانی هستند. آلبوم ۲۰۰۲ از گروه لاکونا کویل با عنوان Comalies برای نخستین بار توانست به چارت بیلبورد ۲۰۰ در ایالات متحده دست یابد تااولین گروه از این ناشر باشد که در چارت بیلبورد قرار می‌گیرد.

## سنچری بلک
در میانه‌ها تا اواخر دهٔ ۱۹۹۰ میلادی، سنچری مدیا رکوردز یک انشعاب با عنوان سنچری بلک برای پخش آلبوم‌های بلک متال ایجاد کرده بود اما در سال ۲۰۰۰ از ادامه فعالیت کنار کشید و گروه‌های زیرمجموعهٔ این ناشر به ناشرهای دیگر روی آوردند یا با تغییر در مسیر موسیقی خود به بخشی از خانواده سنچری پیوستند.